# Eutanasia en Uruguay
La eutanasia en Uruguay es ilegal bajo la normativa vigente. 
El Código Penal uruguayo en su artículo 37 - "Del homicidio piadoso" indica que "Los Jueces tiene la facultad de exonerar de castigo al sujeto de antecedentes honorables, autor de un homicidio, efectuado por móviles de piedad, mediante súplicas reiteradas de la víctima." y pueden otorgar el perdón judicial en este caso.
La Ley N.º 18.473 también conocida como la ley de "voluntad anticipada" o "ley del buen morir", regula la libertad de un paciente mayor de edad y psíquicamente apto, en forma voluntaria,
consciente y libre de rechazar un tratamiento, incluidos los cuidados paliativos en caso de enfermedad terminal, incurable e irreversible. Fue promulgada en el año 2009 y reglamentada en el año 2013.
El Código de Ética Médica de Uruguay expresa en su artículo 46 "La eutanasia activa entendida como la acción u omisión que acelera o
causa la muerte de un paciente, es contraria a la ética de la profesión."

## Controversia
Dentro de los que se oponen se ha sostenido, para retrasar la aprobación de los proyectos presentados, que el proyecto está mal formulado[cita requerida]. Por su parte, la Iglesia católica se opuso a la Ley por razones de orden moral, de forma similar a la oposición a la legalización del aborto años antes.
El 11 de marzo de 2020, el senador del Partido Colorado, Ope Pasquet, presentó un proyecto de ley en busca de legalizar la eutanasia y el suicidio asistido.
En mayo de 2020 la Comisión de Bioética y Derechos Humanos del Sindicato Médico del Uruguay (SMU) encargó una encuesta a Equipos Consultores para sondear en la población la opinión respecto a la eutanasia y el suicidio asistido. Los resultados, publicados por el SMU en junio de 2020, arrojaron que el 82% de los uruguayos mayores de 18 años está a favor de la eutanasia, y el 62% de acuerdo con el suicidio asistido.